# Медвежье (Восточно-Казахстанская область)
Медвежье (каз. Медвежье) — упразднённое село в Урджарском районе Восточно-Казахстанской области Казахстана. Дата упразднения не установлена.

## География
Располагалось на левом берегу ручья Теректы, в 8 км к северо-западу от села Благодатное.

## История
Село Медвежье возникло в 1911 г. В 1913 г. состояло из 64 дворов.

## Население
На карте 1967 г. в селе значатся 3 человека.